# Mustard Gas and Roses
Mustard Gas and Roses  is het derde album van de Britse progressieve rock musicus Jakko M. Jakszyk.

## Tracklist
1. Just Another Day
2. Little Town
3. The Devils Dictionary
4. Damn this Town
5. The Borders We Traded
6. The Perfect Kiss
7. Saddleworth Moor
8. Learning to Cry
9. A Handful of Pearls
10. Then and Now
11. Mustard Gas and Roses
12. We'll Change the World

## Bezetting
- Jakko M. Jakszyk: zang, gitaar, keyboard, dwarsfluit

met medewerking van:
- Sam Brown zang
- B.J. Cole gitaar
- Mick Karn basgitaar
- Danny Thompson
- Steve Jansen slagwerk
- Gavin Harrison slagwerk